# Reszelő

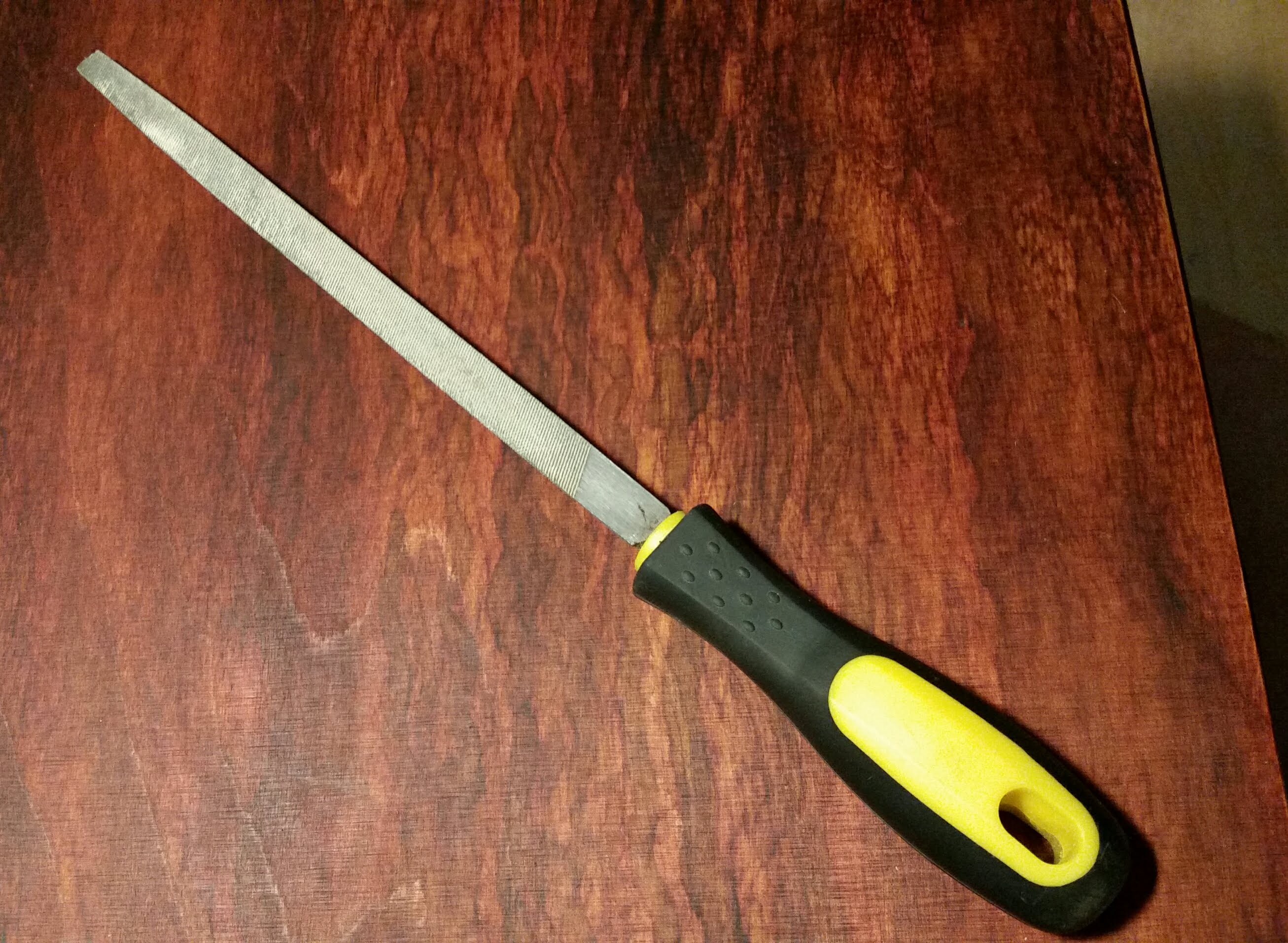
Reszelő

A reszelő felületek simítására, méretalakításra használt kéziszerszám.

## Reszelő és ráspoly
A mai nyelvhasználatban gyakran szinonimaként kezelik a reszelő és a ráspoly szavakat.
A ráspoly mindenképpen szűkebb fogalom. Rendszerint durva reszelőt jelent, amelynek lapos vagy félgömbölyű felületére éles, kiálló fogakat vágnak. Főleg a fa-, kő- és vasiparban használatos. A körömráspoly ezzel szemben kifejezetten finom megmunkálásra alkalmas kozmetikai szerszám.

## Anyaga
A reszelőket általában acélból, gyémántból vagy keramikus anyagokból készítik.

## Fajtái
A reszelők fajtái a munka jellege szerint változnak. Méretük és formájuk is sokféle lehet. Durva (pl. vágási) felületek utókezelésére a kisebb érdességű ún. simítóreszelőt, alakításra a nagyobb fogazatú előreszelőt alkalmaznak. Méretei, formái sokfélék. Villanyszereléshez általános célra javasolt egy kb. 250 mm-es lapos, és ugyanekkora kerek reszelő.